# Camp de concentration de Topovske Šupe
Le camp de concentration de Topovske Šupe (en allemand : Konzentrationslager Kanonen-Schuppen ; en serbe : Logor Topovske Šupe et en cyrillique serbe : Логор Топовске Шупе) est un camp de concentration situé aux abords de Belgrade et dirigé par le Troisième Reich avec l'appui du régime collaborationniste de Milan Nedić pendant la Seconde Guerre mondiale. Le camp, établi près d'Autokomanda, sur le site d'une ancienne base militaire, a détenu entre 5 000 et 6 000 prisonniers depuis son ouverture en août 1941 jusqu'à sa fermeture en décembre 1941. Environ 4 300 détenus y sont assassinés, dont 3 000 sont tués en tant qu'otages et 1 300 autres car ils sont soupçonnés d'antifascisme.

## Contexte
Le 6 avril 1941, les armées de l'Axe envahissent le royaume de Yougoslavie. Mal équipée et mal entraînée, l'Armée royale yougoslave est rapidement vaincue. Le pays est occupé et démantelé ; la Wehrmacht instaure le territoire du commandant militaire en Serbie avec un gouvernement d'occupation militaire. Ce territoire englobe la majeure partie de la Serbie centrale ainsi que la partie Nord du Kosovo et le Banat. Les autorités du Troisième Reich nomment un gouvernement fantoche chargé de régler les corvées administratives suivant les consignes allemandes et le 29 août 1941, le général Milan Nedić devient chef du Gouvernement de salut national.
Les nazis choisissent Nedić, politicien connu pour ses sympathies envers l'Axe, en espérant que son opposition féroce au communisme et son expérience militaire leur seront précieuses pour mater la rébellion armée dans la région serbe de Šumadija. Face à la révolte, les nazis annoncent que 100 Serbes seront exécutés pour chaque soldat allemand tué, 50 pour chaque blessé. En octobre 1941, cette politique de représailles avait causé la mort de 25 000 Serbes. Les Allemands persécutent aussi les Juifs, contraints aux travaux forcés, à des impôts punitifs et à des décrets restreignant leurs droits et libertés. Ils doivent s'enregistrer auprès des autorités nazies et porter un brassard distinctif ; en parallèle, leurs biens sont confisqués. La persécution des Juifs et, dans une moindre mesure, celle des Roms, s'appuie sur des doctrines racistes même si la plupart des victimes ne sont pas assassinées d'emblée. Après le début du soulèvement en Serbie, la propagande nazie commence à assimiler les Juifs aux communistes et à l'idéologique antigermanique. S'ensuivent des arrestations et des exécutions de Juifs serbes.

## Fonctionnement du camp
Le camp de Topovske Šupe ouvre le 20 août 1941 à l'emplacement d'une ancienne base militaire de l'Armée royale yougoslave,. Celle-ci était baptisée Logor kraljevića Andreja, le « camp du prince Andrej », en l'honneur du prince André de Yougoslavie, frère du roi. Le lieu, situé aux abords de Belgrade, est le premier camp d'extermination d'hommes juifs que l'armée allemande ouvre en Serbie, et la Gestapo le codirige.
À l'origine, les Juifs du Banat sont emprisonnés au camp parce que les nazis accusent des groupes de juifs d'orchestrer la rébellion. Les Volksdeutsche expulsent les juifs du Banat et ceux-ci s'installent d'abord dans des centres sociaux juifs, des logements privés et des synagogues. Par la suite, ordre est donné de tous les interner à Topovske Šupe. Dans un premier temps, les détenus sont soumis aux travaux forcés. À mesure que la révolte de Serbie prend de l'ampleur en 1941, les nazis organisent des expéditions punitives et les incarcérations de masse commencent : le camp devient un « réservoir d'otages ». Au fil du temps, le camp ne contient plus que des hommes juifs âgés d'au moins 14 ans. Les prisonniers subissent des conditions de vie pénibles ; ils sont sous la garde des gendarmes du gouvernement Nedić, qui manifestent contre eux une cruauté qui dépasse souvent celle des nazis. Les gendarmes pendent publiquement les prisonniers qui tentent de s'évader, en guise d'avertissement pour les autres détenus. Le camp devient un centre de détention d'otages où les Allemands choisissent des victimes pour des exécutions à titre de représailles. Chaque jour, les nazis fusillent entre 150 et 450 prisonniers, principalement des Juifs. Même si la structure porte officiellement le nom de « Camp de transit pour Juifs », le complexe sert aussi à rassembler des gens de diverses nationalités. Les populations roms y sont déportées, principalement depuis les environs du Marinkova bara à l'Est, mais aussi depuis d'autres secteurs de Belgrade. Une partie du camp de Topovske Šupe est déclarée « camp de réfugiés » : y sont placés des Serbes ayant fui l'État indépendant de Croatie.
En général, les exécutions se tiennent au champ de tir de Jajinci, au village de Jabuka ou dans les dunes de la Deliblatska peščara. Pour tromper les prisonniers promis à l'exécution, les autorités leur tiennent un discours fallacieux leur assurant seront transférés vers un camp en Autriche où ils seront mieux traités et moins mal nourris. En automne 1941, les camions convoient les Juifs de Topovske Šupe vers Čardak (en), près de la Deliblato. On annonce aux prisonniers qu'ils vont participer à des chantiers de travaux publics mais, en réalité, ils doivent creuser des fosses avant d'être assassinés. Les autorités alignent les détenus en trois files : les femmes et les enfants dans la première, les hommes dans les deux autres. Chaque file est exécutée et la file suivante doit procéder à l'enterrement des victimes. Dans la dernière file, les Allemands jettent eux-mêmes les corps. L'occupant procède à de nouvelles exécutions, dont les victimes sont des Juifs issus d'autres localités. Au total, environ 500 personnes sont assassinées et jetés dans sept fosses. En juin 1944, le Sonderkommando n°150 déterre les corps et les incinère dans un four crématoire. En décembre 1941, la plupart des juifs serbes âgés d'au moins 14 ans sont détenus à Topovske Šupe. Ce même mois, le camp ferme ses portes. Les prisonniers survivants sont exploités pour transformer Sajmište en camp de concentratio, où ils sont ensuite transférés. Il a suffi de quelques mois pour détruire entièrement tous les hommes juifs de Belgrade ; ce sont donc surtout des femmes et des enfants qui composent la population carcérale à Sajmište.
Au cours de son existence, le camp de Topovske Šupe a compté entre 5 000 et 6 000 prisonniers, dont 3 000 sont exécutés comme otages et 1 300 comme des personnes soupçonnées d'antifascisme. L'historien Milan Koljanin estime que le camp a compté entre 5 000 et 6 500 victimes (5 000 juifs et entre 1 000 et 1 500 Roms). Milovan Pisarri, du Center for Research and Education about Holocaust, pense qu'il n'existe pas d'indice que des exécutions étaient perpétrées dans le camp mais il signale le cas de deux Juifs qui ont subi une pendaison publique entre les baraquements après une tentative d'évasion.